# Elpersbüttel
Elpersbüttel er en by og kommune i det nordlige Tyskland, beliggende i Amt Mitteldithmarschen i den centrale del af Kreis Dithmarschen. Kreis Dithmarschen ligger i den sydvestlige del af delstaten Slesvig-Holsten.

## Geografi
Elpersbüttel er beliggende i den vestlige del af Dithmarschen, cirka 2 km syd for Meldorf, og lige øst for Meldorfer Bucht. I bugten ligger den tidligere ø Helmsand, der nu er landfast og en del af kommunen.
I kommunen finder man ud over Elpersbüttel, disse landsbyer og bebyggelser: Elpersbüttelerdonn, Eesch, Lütjenbüttel, Elpersbüttelerdeich og Eescherdeich.

### Nabokommuner
Mod øst ligger Wolmersdorf og Windbergen, mod syd Busenwurth og mod nord Meldorf.